# Гэрриот, Оуэн Кей
О́уэн Кей Гэ́рриот (англ. Owen Kay Garriott; 22 ноября 1930, Инид, Оклахома — 15 апреля 2019, Хантсвилл, Алабама) — астронавт НАСА, PhD (физик). Один из его сыновей — Ричард Гэрриот, известный разработчик компьютерных игр и шестой космический турист.

## Биография

### Образование
Окончил школу в своём родном городе в 1948 году, после чего продолжил образование, получив в 1953 году степень бакалавра по электротехнике в Университете Оклахомы, а в 1957 году — степень магистра по той же специальности в Стэнфордском университете. Через три года защитил в Стэнфорде диссертацию и стал доктором наук. В дальнейшем занимался изучением физики ионосферы и написал по специальности свыше 45 научных статей и докладов и одну книгу.

### Карьера в НАСА

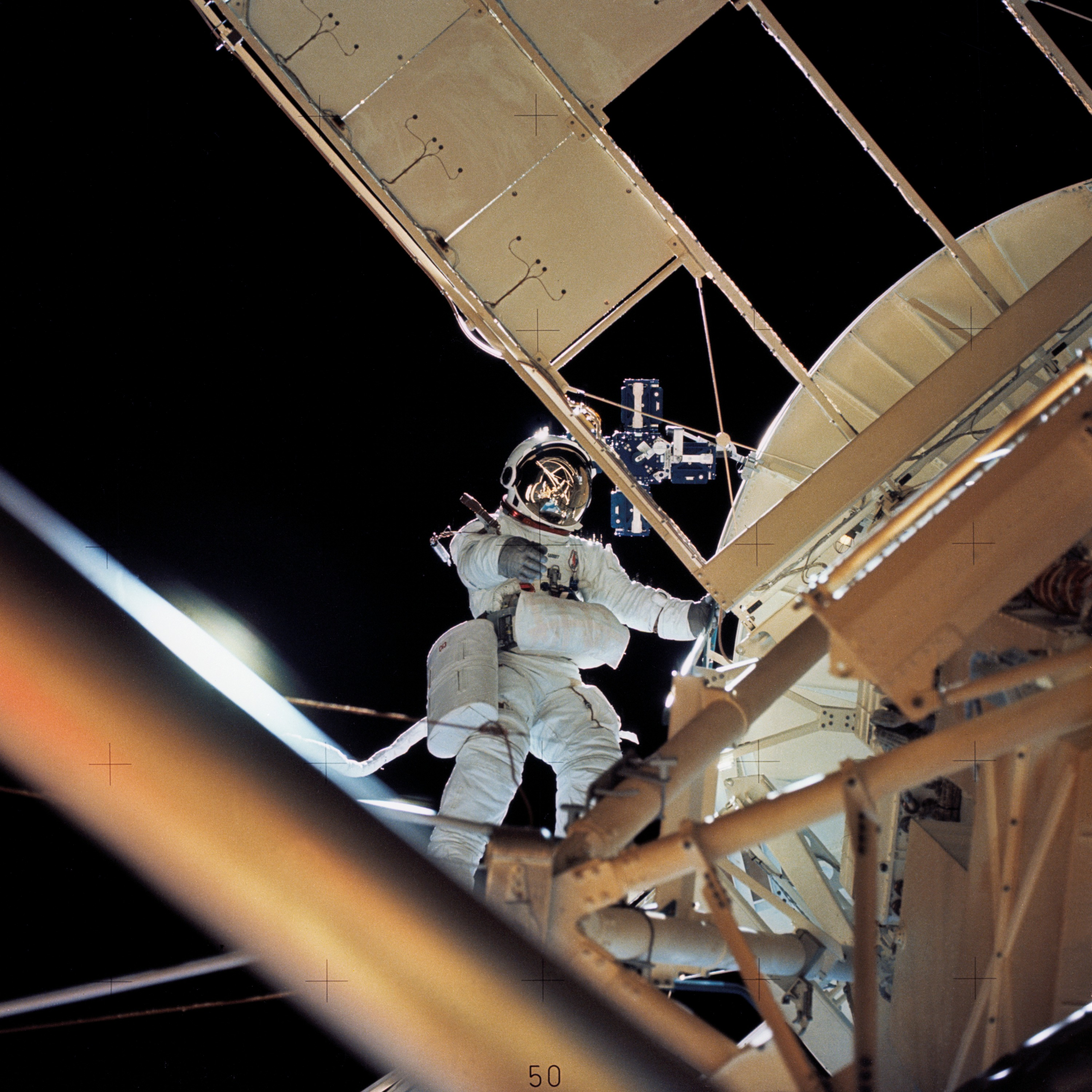
Оуэн Гэрриотт выходит в открытый космос. Скайлэб-3

В 1966 году получил квалификацию пилота реактивного самолёта, пройдя годовую программу обучения в военно-воздушных силах США. К этому времени он уже входил в группу из шести учёных-астронавтов, составлявших четвёртый набор астронавтов НАСА.
28 июля 1973 года впервые отправился в космос и в качестве научного сотрудника провёл 58 дней на орбитальной станции «Скайлэб», установив новый рекорд пребывания в космосе, вдвое превышающий предыдущий. Им были произведены многочисленные исследования Солнца, земных ресурсов, а также эксперименты по адаптации человека к невесомости. Астронавты совершили три парных выхода в космос, Участник всех трёх (4,5 ч, 3,5 ч, 2ч 40 мин).
Второй раз летал в космос с 28 ноября по 8 декабря 1983 года в качестве специалиста полёта на шаттле «Колумбия» (полёт STS-9). Было выполнено свыше 70 экспериментов в шести различных дисциплинах, главным образом, чтобы доказать пригодность лаборатории «Спейслэб» для научных исследований. Впервые в истории космонавтики провёл с борта космического корабля несколько сеансов радиолюбительской связи (позывной W5LFL).
Его космическая карьера могла продолжиться, но этому помешала катастрофа «Челленджера» из-за которой полёты шаттлов в космос были приостановлены на несколько лет.
С 1984 по 1986 год участвовал в проекте НАСА по созданию орбитальной станции, затем в июне 1986 года ушёл из отряда астронавтов и занялся частным бизнесом.
В октябре 1997 года включён в Зал славы астронавтов.
Скончался 15 апреля 2019 года.

### Розыгрыш
10 сентября 1973 года, находясь на орбитальной станции «Скайлэб», разыграл офицера центра управления полетами. Во время связи с землей он включил диктофон, на который его жена наговорила несколько заранее составленных фраз:

 — Привет, Хьюстон, это Скайлаб. Вы меня там слышите внизу?
От сотрудника управления миссией в ответ было лишь долгое молчание.
 — Привет, Хьюстон, ты слышишь Скайлаб? — снова раздался голос. Нет ошибки — это был голос человека. После очередной долгой паузы сотрудник управления ответил нерешительно:
 — Скайлаб, это Хьюстон, всё хорошо, но мне трудно узнать голос. Кто у нас на линии?
 — Хьюстон, Роджер. Мы не общались с тобой какое-то время. Это ты там, Боб? Это Хелен. Здесь, в Скайлабе. У мальчиков так долго не было домашней еды, я подумала, что просто принесу сюда наверх.
К этому времени у пульта в центре управления миссией собралась толпа. Не совсем уверенный в том, что происходит, сотрудник ответил:
 — Роджер, Скайлаб. Думаю, что кто-то должен ущипнуть меня. Хелен, это правда ты? Где ты?
 — Всего несколько витков назад мы смотрели на лесные пожары в Калифорнии. Знаешь дым, конечно, покрывает большие территории. Но, ох, Боб, восходы просто прекрасны…
Внезапно женский голос изменил интонацию:
 — Ой-ой, я должна отключиться сейчас, — сказала она и добавила:
 — Я вижу, что мальчики плывут к командному модулю, а я не должна была разговаривать с тобой. Увидимся позже, Боб.
Офицер пробормотал:
 — Пока-пока.— 

## Галерея
Оуэн Гэрриот на орбитальной станции «Скайлэб»:

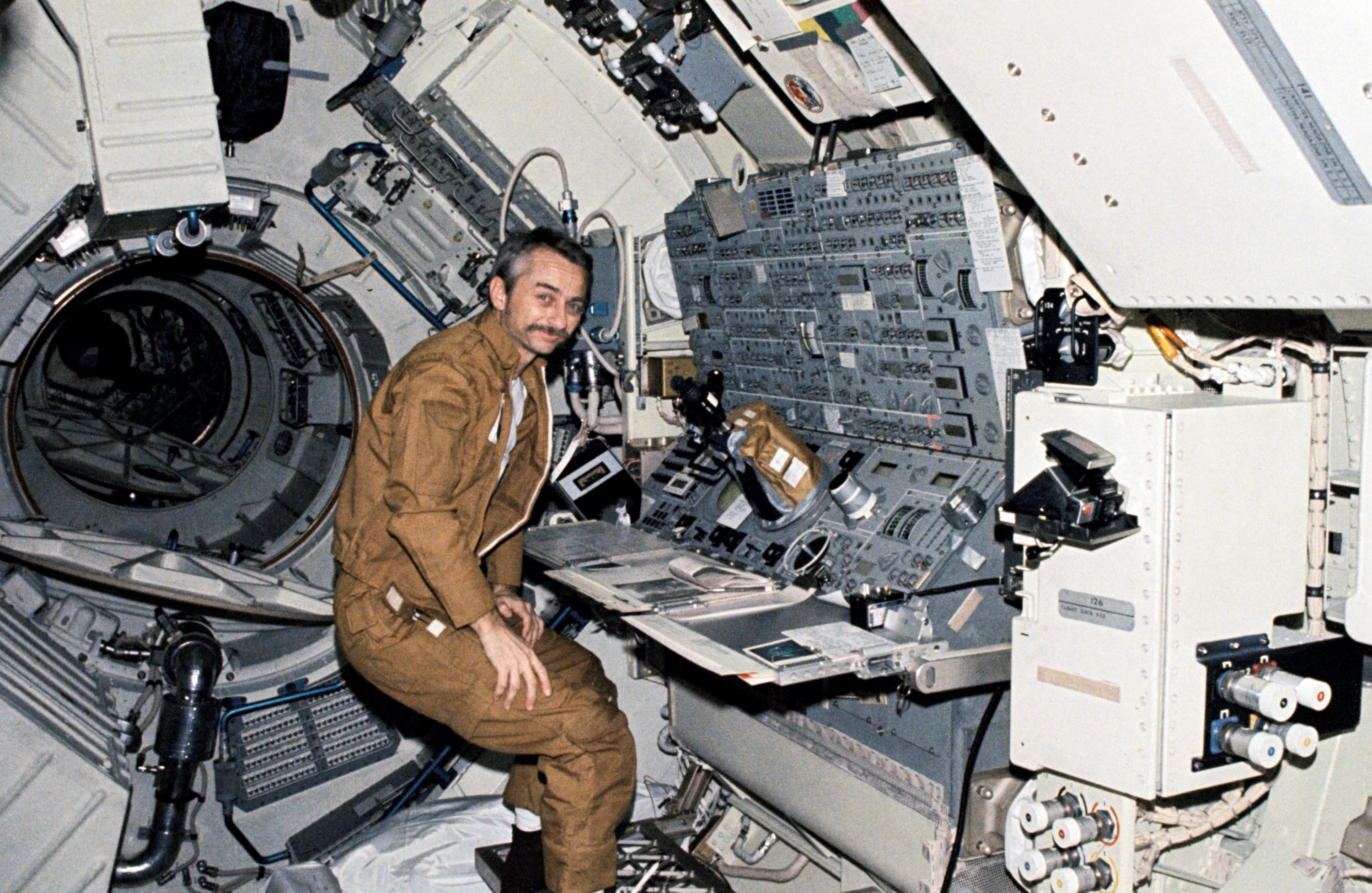
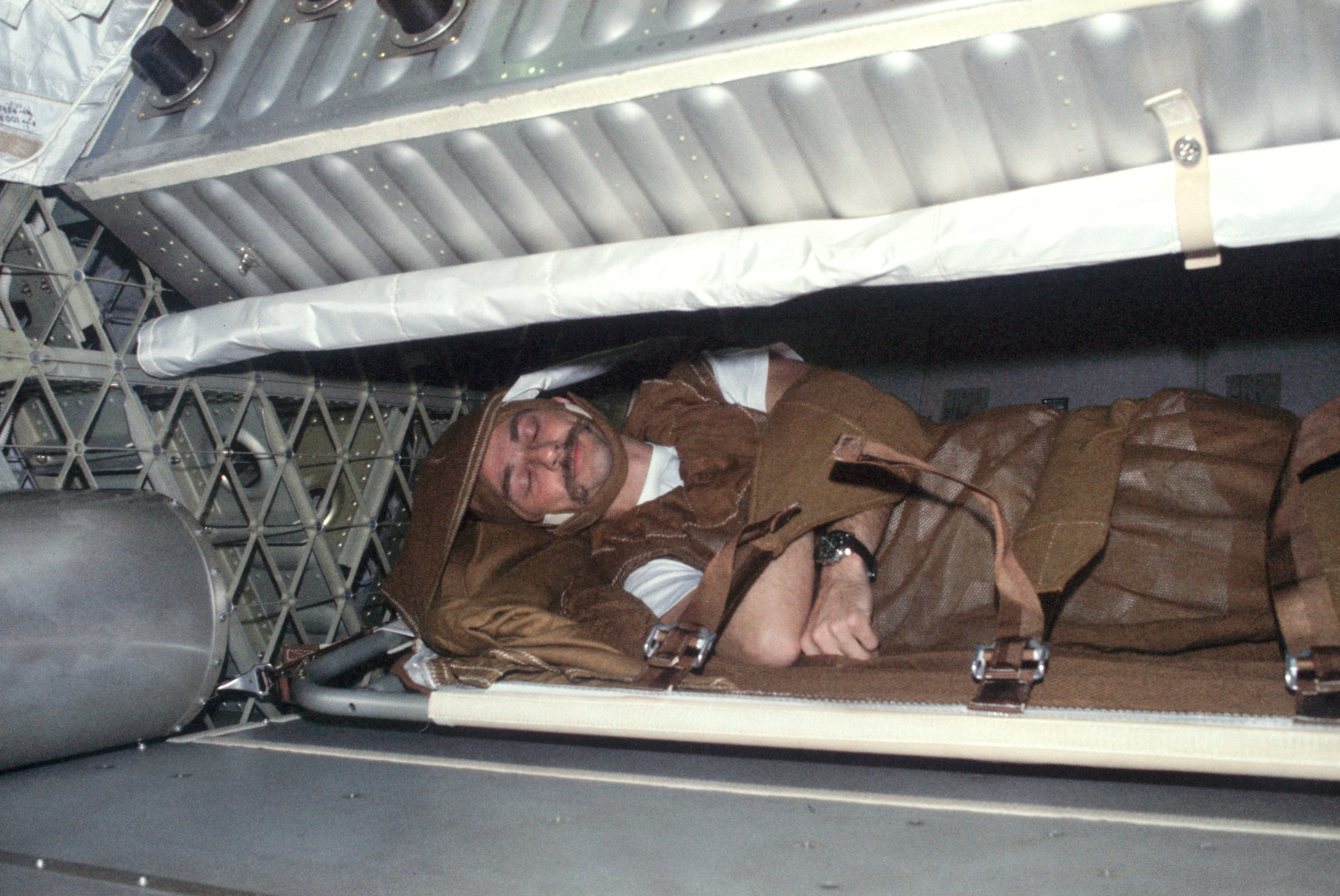
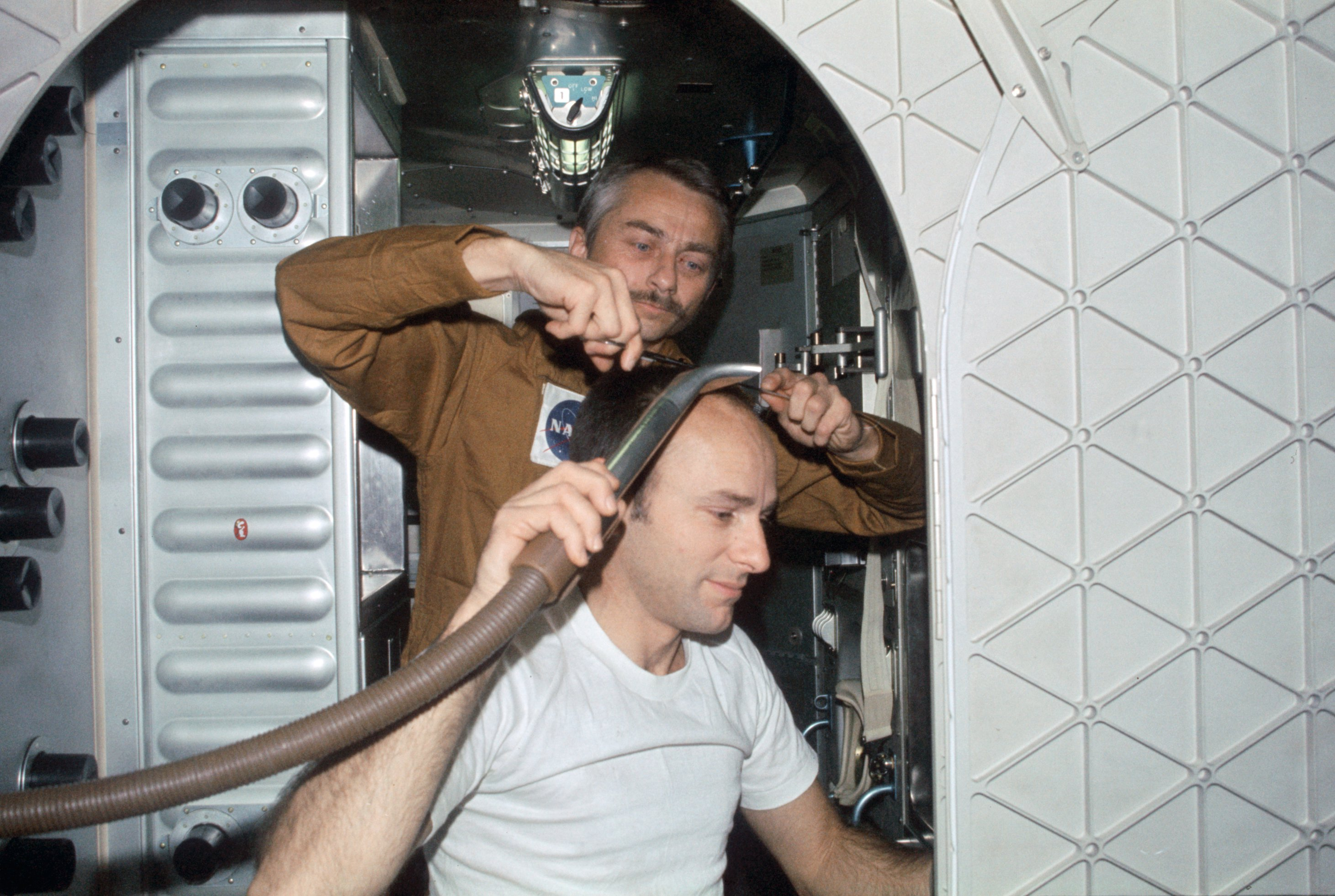
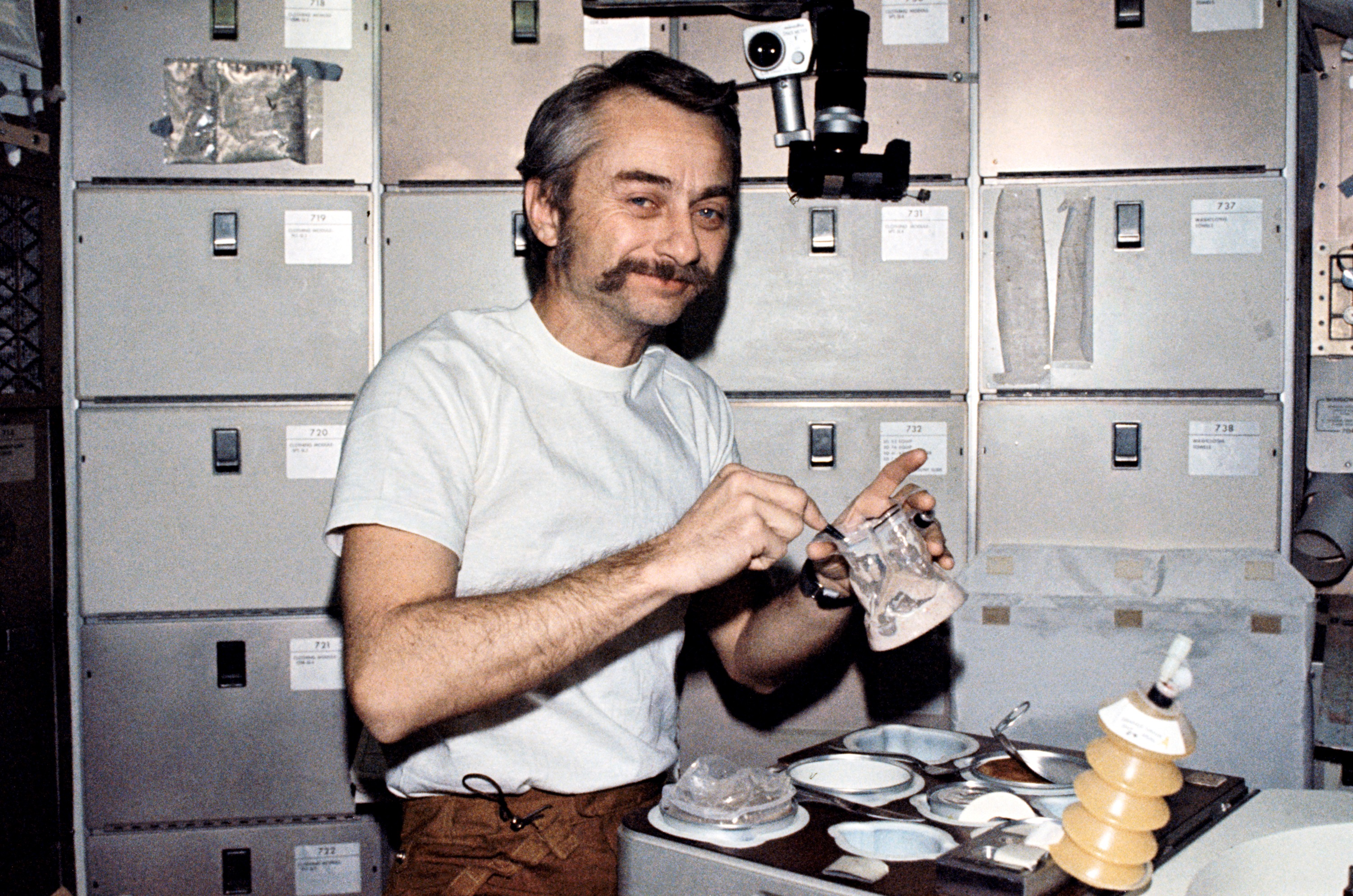

## Публикации
- Henry Rishbeth, Owen K. Garriott. Introduction to Ionospheric Physics — Academic Press, 1969—331 pages.